# Bataille de Khotin (1673)
Pour les articles homonymes, voir Bataille de Khotin.
Guerre polono-turque (1672-1676)
La bataille de Khotin (en polonais : Chocim) est une bataille décisive de la guerre polono-turque (1672-1676) qui se déroule le 11 novembre 1673 entre, d'une part, l'armée polonaise commandées par le grand hetman de la Couronne Jan Sobieski et, d'autre part, les troupes ottomanes, commandées par Hussein Pacha. 
Jan Sobieski emporte une éclatante victoire et disperse l'armée ottomane.
Cependant, malgré cette victoire, la république des Deux Nations ne parvint pas à récupérer une partie de la Podolie avec la forteresse de Kamieniec Podolski, perdues au profit des Ottomans l'année précédente. La guerre s'achève par la signature du traité de Jouravno, que la Diète polonaise refusera de ratifier.

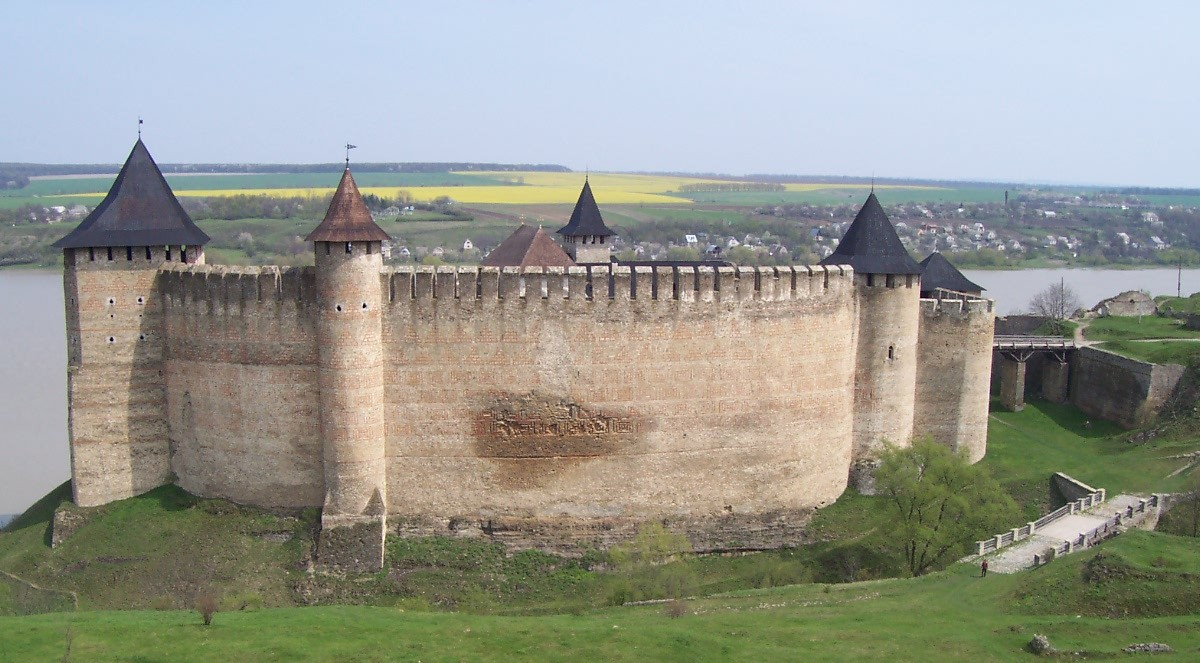
Forteresse Chocim

Le prestige de Sobieski en fut cependant augmenté et vint à être connu en Europe. Cette victoire lui permit d’être élu roi de Pologne l’année suivante. 